# Kanton Montcenis
Kanton Montcenis (francouzsky Canton de Montcenis) je francouzský kanton v departementu Saône-et-Loire v regionu Burgundsko. Tvoří ho osm obcí.

## Obce kantonu
- Les Bizots
- Blanzy
- Charmoy
- Marmagne
- Montcenis
- Saint-Berain-sous-Sanvignes
- Saint-Symphorien-de-Marmagne
- Torcy